# Wizard's Symphony
Wizard's Symphony es un videojuego de rol y mazmorras desarrollado y publicado por Arc System Works, para las consolas PlayStation 4 y Nintendo Switch. Este título deriva de una serie de videojuegos de Arc System Works, llamada Wizard's Harmony. Su lanzamiento en Japón se produjo el 28 de febrero de 2019.
La historia del juego se ambienta en un mundo de fantasía, en el cual un grupo de héroes exploran ruinas y mazmorras.

## Sinopsis
Wizard's Symphony se establece 20 años después de los eventos ocurridos en Wizard's Harmony. Un mundo donde las espadas y la magia se han desarrollado más que la ciencia. En este mundo, el aumento de los aventureros no muestra signos de detenerse, y el comercio con ellos inesperadamente ha provocado una burbuja económica. El protagonista, un joven llamado Alto, es un guía de ruinas históricas, conocido como "Conductor", que es una de las ocupaciones nacidas de esa burbuja. Ambientada en la ciudad de "Kazan", donde permanecen vestigios del reino mágico que Glasoska, que se pensaba había sido destruido en una sola noche hace 1.000 años, es donde comienza la aventura de Alto y compañía.

## Jugabilidad
Wizard's Symphony es un RPG de mazmorras en el que el jugador forma un equipo para combatir y progresar a través de mazmorras. Las batallas se desarrollan por turnos, donde el jugador elige las acciones de los personajes como atacar, usar magia y objetos. Los personajes se volverán más poderosos a medida que derrotan a los monstruos en los combates, consiguiendo también puntos de experiencia y diversos objetos. Durante la exploración de las mazmorras, los personajes tendrán conversaciones entre ellos que revelarán eventos de la historia principal o de cada uno de los protagonistas. En la ciudad de "Kazan", lugar que funciona como una base para el grupo, el jugador podrá aceptar misiones y comprar artículos para fortalecerse. El sistema llamado "Affinity" perteneciente a los juegos de Wizard's Harmony estará presente en Wizard's Symphony. El estado de afinidad entre los personajes tendrá influencia en las batallas. Por ejemplo, durante una batalla los personajes podrán conectarse entre sí en un sistema llamado "Enhance Link", protegiéndolos de ataques enemigos o recuperando su salud. Si cinco de los personajes se conectan al mismo tiempo, podrán ejecutar un poderoso ataque grupal llamado "Link Burst". También existe el "Chain Assist", una mecánica que provoca que un personaje que se encuentra fuera de la batalla pueda interceder cuando un compañero se encuentre al borde de la muerte o incluso revivirlo si ya ha muerto. Desde el comienzo de la aventura habrá personajes con alta o baja afinidad, la cual irá aumentando tras completar batallas y mientras avanza la historia. Cada personaje dispondrá de una habilidad única. Además, el desarrollo que el jugador consiga con los personajes, jugará un papel importante en la dificultad general para despejar una mazmorra.

## Personajes
Alto Traverse: un joven que trabaja como "Conductor", un empleo que consiste en guiar a los turistas a través de ruinas peligrosas. Un día, como sustituto del presidente de la empresa que desapareció repentinamente, asume el papel de líder interino de la compañía de Conductores "M Tours" y trabaja duro con sus colegas todos los días.
Spika Celeste: una chica que trabaja con Alto. Ella tiene una personalidad brillante y optimista, y a veces hace cosas inesperadas. Ella es la defensora del grupo, que se especializa en atraer ataques y proteger a los aliados.
Merak Yildiz: un joven que trabaja con Alto. Tiene una personalidad amable e intelectual, y cumple un papel tranquilizador entre sus ansiosos aliados. En la batalla, es un atacante que usa magia como forma de ataque.
Astel: una niña amnésica que estaba dormida en unas ruinas. Ella parece llamar a Alto como su maestro. Tiene una personalidad tranquila, pero tiene una doble cara, ya que también puede ser grosera. Es muy habilidosa en la batalla y las peleas con un estilo de ataque único diferente de la magia.
Feline Sora: una joven con rasgos felinos, que viaja mientras estudia alquimia. Tiene una personalidad despreocupada y, a veces, carece de cooperación debido a su política de "el estudio primero". En la batalla, ella es una atacante que utiliza la alquimia y el grimorio "Necronomicon" lleno de sabiduría alquímica, para atacar a grandes grupos de enemigos de una sola vez con un amplio rango de alcance. Su entusiasmo por estudiar ha ido lo suficientemente lejos hasta el punto de afectar su economía, ya gastará cualquier suma de dinero para comprar cualquier material alquímico que encuentre.
Nina Lazydaisy: una sanadora que persigue su sueño de convertirse en una ídola popular. Le encanta cantar y bailar. Si bien es útil y afectuosa, a menudo se involucra en problemas con otras personas. Además, cuando bebe demasiado se convierte en una persona conflictiva. Durante la batalla, ella apoya a los miembros del grupo con sus talentos de baile y canto, pero cuando usa habilidades, ella requiere sus propios "Song Tokens" en lugar de MP.
Silvia Milsteen: una elfa y espadachina mágica. Con una personalidad demasiado seria y elegante, también puede ser algo pasiva. Aunque es una elfa, no está bendecida con talento mágico. Ella es una gran trabajadora que, para superar esa desventaja, continuó su entrenamiento en esgrima para dominar la espada mágica.
Shisui Kurenai: un espadachín mercenario de los samurái en el este que valora el honor y la disciplina. Mientras que sus habilidades con una espada están por encima del resto, él se fue en un viaje de entrenamiento en busca de algo más grande. Durante ese viaje, terminó en Kazan, donde conoció a Alto y compañía.

## Desarrollo
El 30 de marzo de 2018, Arc System Works inauguró un sitio web en donde informaban que anunciarían un nuevo videojuego el 1 de abril de 2018, a través de un stream. Finalmente, en el día establecido, fue anunciado oficialmente Wizard's Symphony, un videojuego de rol y mazmorras para las plataformas PlayStation 4 y Nintendo Switch. Se informó que se revelaría más información y detalles sobre el videojuego en la edición del 12 de abril de la revista Dengeki PlayStation. Los diseños de los personajes para este videojuego están a cargo del ilustrador Moo, quién anteriormente ha trabajado en Wizard's Harmony.